# Huỳnh Kinh

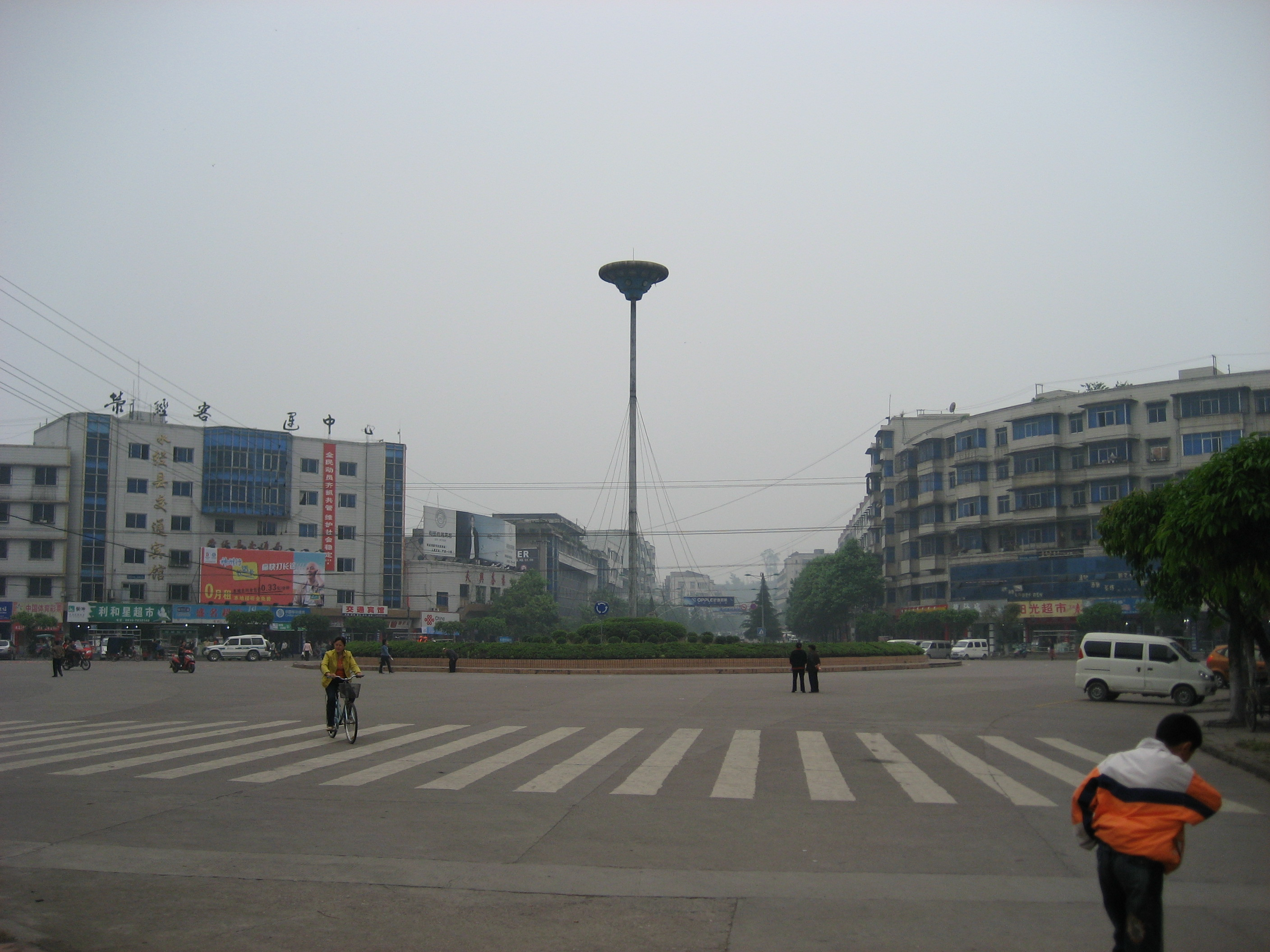
Đường Bayi huyện Huỳnh Kinh vào năm 2008

Huỳnh Kinh (chữ Hán giản thể: 荥经县, Hán Việt: Huỳnh Kinh huyện) là một huyện thuộc địa cấp thị Nhã An, tỉnh Tứ Xuyên, Cộng hòa Nhân dân Trung Hoa. Huyện này có diện tích 1781 km2, dân số năm 2002 là 140.000 người.
Huyện này được chia ra thành các đơn vị hành chính gồm 2 trấn và 21 hương, 2 hương dân tộc:
- Trấn: Nghiêm Đạo, Hoa Than.
- Hương: Phụ Thành, Ngũ Hiến, Thanh Long, Yên Trúc, Thạch Chỉ, Phục Thuận, Thiên Phong Thạch Long, Miếu Cương, Thạch Kiều, Liệt Thái, Lục Hợp, An Tĩnh, Phượng Nghĩa, Tứ Bình, Liệt Sỹc, Huỳnh Hà, Tân Kiến, Tân Miếu, Tam Hợp, Đại Điền Bá.
- Hương dân tộc Di Ngọc Phong, hương dân tộc Du Dân Kiến.